# Rhin
Der 129 Kilometer lange Rhin ist ein rechter Nebenfluss der Havel in Brandenburg und mit der Einzugsgebietsgröße von 1.780 km² deren drittgrößter.

## Name
Der Rhin erhielt nach verbreiteter Meinung seinen Namen von Siedlern aus dem Niederrheingebiet im Zuge der Ostkolonisation im 12. Jahrhundert. Eine eigenständige germanische Bildung vom selben Wortstamm für „rinnen, fließen“ kann aber nicht ausgeschlossen werden. Obwohl die Umgebung des Flusses einige Jahrhunderte lang von Slawen besiedelt war, ist ein slawischer Name nicht überliefert. Dagegen hat der Rhin am Oberlauf mehrere kleine Nebenflüsse, die ebenfalls Rhin heißen.
Die erste schriftliche Erwähnung des Gewässers von 1238 zeigt den Namen in latinisierter Form („in Renum“ bzw. „Renus“).
Der Flussabschnitt bei Friesack wird auch Kreuel genannt, was sich vom mittelniederdeutschen Wort krouwel für „dreizinkige Gabel, gekrümmter Gegenstand“' ableitet und auf die Flusskrümmung Bezug nimmt.

## Flusslauf

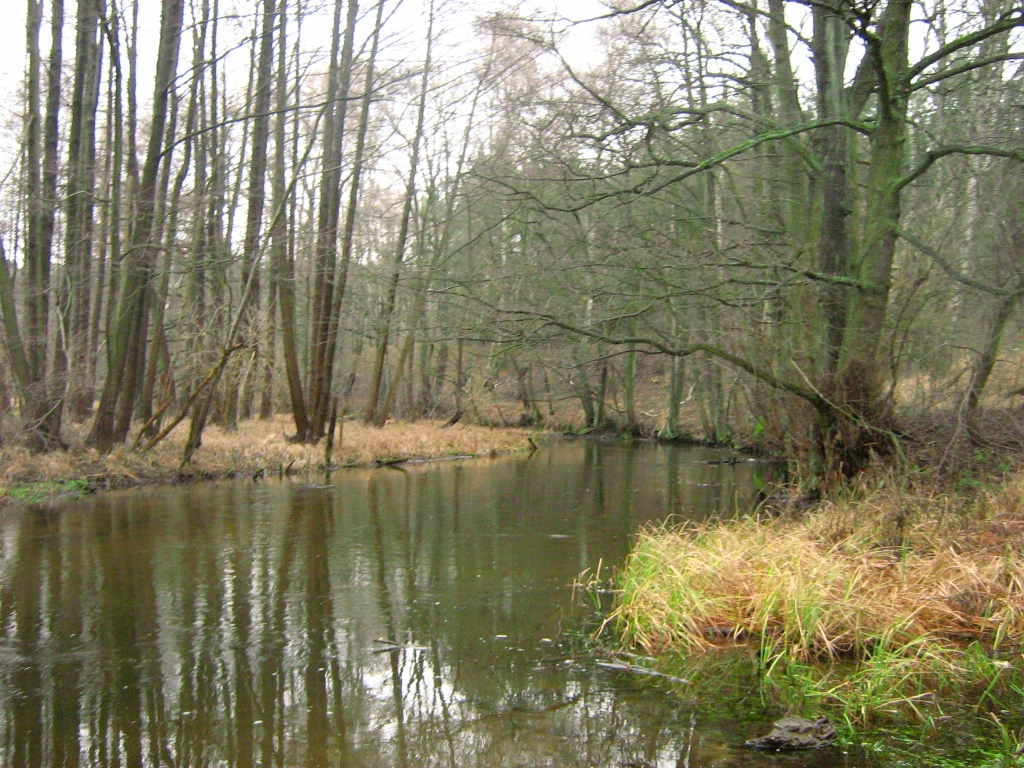
Rheinsberger Rhin in der Ruppiner Schweiz

Der Fluss entspringt im Landkreis Ostprignitz-Ruppin etwa 8,5 Kilometer westlich von Rheinsberg. Dort liegt seine Quelle am Südrand der Mecklenburgischen Seenplatte im Rheinsberger Seengebiet nur wenige hundert Meter westlich der kleinen Ansiedlung Wallitz. Von dort aus fließt der Rhin durch mehrere kleine und große Seen (Bramin-, Kagar-, Dollgow-, Schlaborn-, Rheinsberger und Grienericksee) nach Rheinsberg. Dieser eher traditionellen Version stehen wissenschaftliche Forschungen entgegen, nach denen der Rhin im Twernsee, rund zwölf Kilometer nordwestlich von Rheinsberg entspringt und über den Rochowsee, Giesenschlagsee, Zootzensee und Tietzowsee in den Schlabornsee fließt.

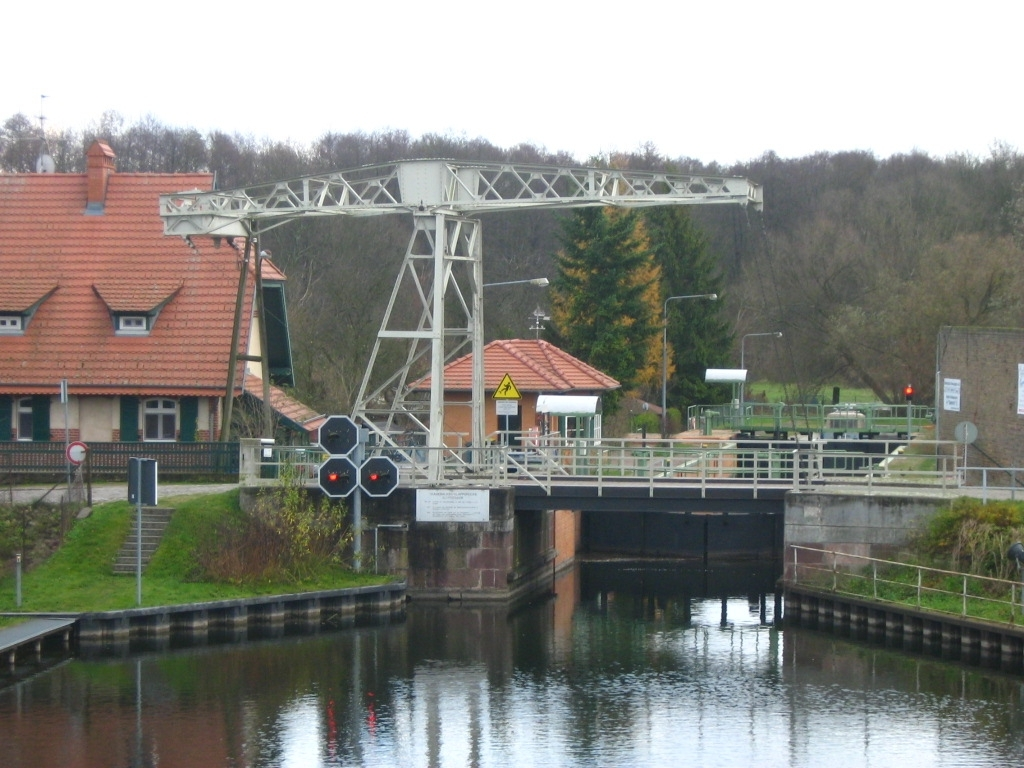
Schleuse in Altfriesack zwischen Ruppiner See und Bützsee

Viele der nördlichen Seen des Rheinsberger Seengebietes sind über verschiedene schiffbare Kanäle untereinander und mit dem Rhin verbunden. Der Wolfsbrucher Kanal (ab 1998, zu DDR-Zeiten Hüttenkanal) stellt vom Großen Prebelowsee zum Kleinen Pälitzsee eine Verbindung zur Müritz-Havel-Wasserstraße her.
Der Rhin ist in die sog. sonstigen Binnenwasserstraßen des Bundes Rheinsberger Gewässer mit Tietzowsee, Schlabornsee, Rheinsberger See und Grienericksee sowie in die Zechliner Gewässer mit dem Zootzensee einbezogen.
Südlich von Rheinsberg durchfließt der Rhin als naturbelassener, mäandrierender Wildwasserbach („Rheinsberger Rhin“) die Ruppiner Schweiz in einem vielfach gewundenen und mit Schwarzerlenwäldern bestockten Stromtal nach Süden. Südlich von Rheinsberg mündet die von Zechowsee und Großem und Kleinem Tietzensee kommende Döllnitz ein. Bei Zechow nimmt er den vom Köpernitzsee zufließenden „Kleinen Rhin“ auf, der in zwei Quellarmen von Zeutensee, Großem und Kleinem Törnsee einerseits und vom Dollgower See andererseits gespeist wird.
Bei der kleinen Ansiedlung Zippelsförde knickt der Rhin nach Nordwesten ab. Wenig später gelangt sein Wasser in den Zermützelsee und dann in Richtung Süden über Tetzensee und Molchowsee bei Neuruppin in den Ruppiner See und dann weiter in den Bützsee.
Ab dem Südostende des Bützsees bis zum Kremmener Rhin heißt der Rhin „Bützrhin“. Er fließt nach Südosten. Ab dem Ende des Bützrhins kann das Wasser des Rhins, durch Wehre geregelt, sowohl westwärts in seiner weiteren natürlichen Fließrichtung als Alter Rhin durch das Rhinluch der unteren Havel zufließen, als auch über den Kremmener Rhin und den Ruppiner- und Oranienburger Kanal nach Osten in die obere Havel bei Oranienburg geleitet werden.
Der Kremmener Rhin fließt seit dem Bau der Ruppiner Wasserstraße in entgegengesetzter Richtung als das ehemalige natürliche Fließ an seiner Stelle, das den Kremmener See zum Rhin hin entwässerte.
Der Alte Rhin fließt ab der Gabelung des Bützrhins zunächst als gewundener Fluss in Richtung Fehrbellin. Bis zur Schleuse Hakenberg liegt sein Wasserspiegel etwa einen Meter über den umgebenden Wiesen und bis zu zwei Meter über dem Wasserspiegel der Entwässerungsgräben. Westlich der Schleuse münden zunächst der Fehrbelliner Kanal und dann der Wustrauer Rhin in den Alten Rhin. Der Wustrauer Rhin ist ein künstlicher Kanal. Er beginnt direkt am Ruppiner See. Ab Fehrbellin fließt das Rhinwasser überwiegend durch den Rhinkanal nach Rhinow. Hier führt ein weiterer Alter Rhin, weiter östlich Friesacker Rhin genannt, Wasser aus dem nordöstlichen Teil des Havelländischen Luchs östlich von Friesack zu. Von Rhinow fließt ein nur Rhin genannter Arm durch den Gülper See und mündet in die Gülper Havel. Außerdem kann Rhinwasser durch den Bültgraben und die Neue Dosse in die Havel gelangen.

## Geschichte

Karte der Mark Brandenburg vor Bau des Großen Havelländischen Hauptkanals

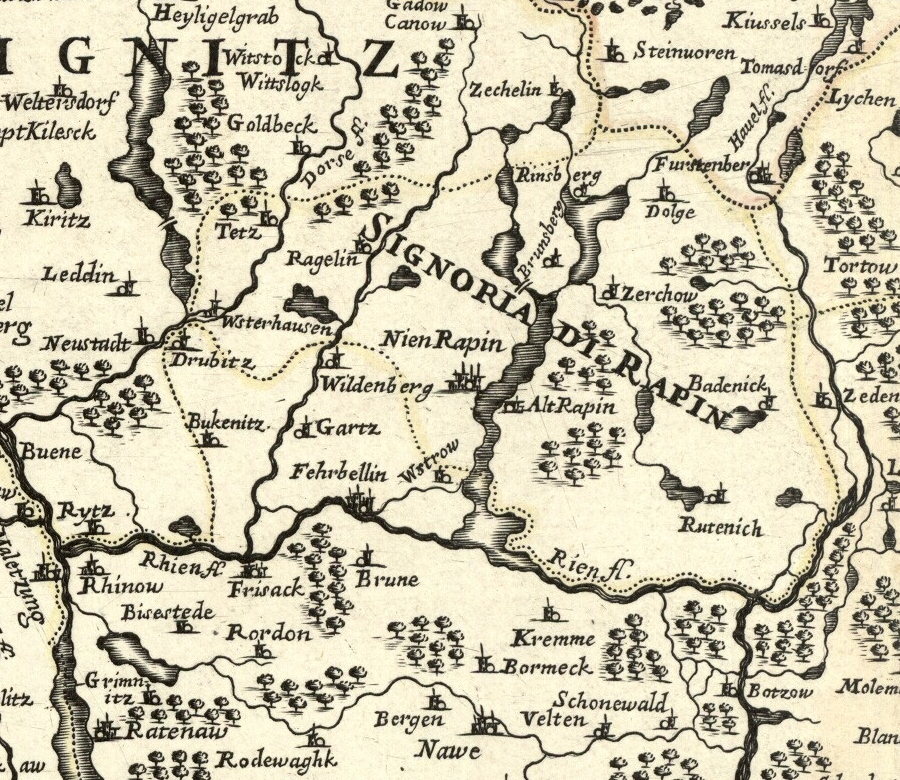
Karte Marchesato et Elettorato di Brandebvrg von 1687 mit erkennbarem Verlauf des Rhins nach Westen als Rhien und Osten als Rien jeweils der Havel zu

Wie verschiedene alte Kartenwerke zeigen, änderte der Rhin im Laufe der Jahrhunderte seinen Verlauf des Öfteren. Nachdem ein in alten Kartenwerken verzeichneter Seitenarm des Rhins zum Witzker See beim Kanalbau umgeleitet wurde und der Fluss weiter nördlich vollständig zum Gülper See abgeleitet wird, verblieb nur ein Altarm zwischen Witzker und Hohennauener See, der Teil des Großen Havelländischen Hauptkanals ist und noch Rhin oder Alter Rhin bezeichnet wird. Dieser führt jedoch kein Rhinwasser. Daneben ist ein vom heutigen Rhin unabhängiger zweiter Fluss mit dem Namen Alter Rhin verzeichnet. Dieser floss im östlichen Hohennauen-Ferchesarer-See einmündend.
Im Kartenwerk Marchesato et Elettorato di Brandebvrg von Giacomo Cantelli da Vignola von 1687 ist der Rhin bereits mit zwei Abflüssen zur Havel, einen nach Osten zur Oberhavel und einen nach Westen über den Gülper Havel, wie es auch die heutige Situation widerspiegelt, erkennbar.

## Geologie und Hydrogeologie
Der Rhin benutzt an seinem Oberlauf (ab dem Giesenschlagsee) eine alte früheiszeitliche Rinne, die sich vom Woterfitzsee östlich der Müritz über eine Länge von 60 Kilometern bis ins Rhinluch erstreckt. Diese Rinne in einer meist hügeligen Moränenlandschaft kann dafür verantwortlich gemacht werden, dass der wasserarme Rhin überhaupt seinen Unterlauf erreicht. Vor etwa 18.000 Jahren schufen nördlich von Neuruppin Schmelzwasserströme zwei tiefe Rinnentäler in südlicher und südöstlicher Richtung, die den Südteil des älteren Rinnentales mit Ablagerungen zuschwemmten. Nach Versiegen der Zuflüsse übernahm der Rhin diese Täler für seinen weiteren Verlauf, wodurch sich das zweimalige Abknicken des Flusslaufs erklären lässt. Südlich der Neuruppiner Seen wurde der Rhin zum Zwecke der Entwässerung der ihn umgebenden Luch-Landschaften kanalartig ausgebaut und ist als Wildfluss kaum noch nachweisbar. Die Verbindung zwischen Rhin und der Havel bei Oranienburg über den Kremmener Rhin und den Ruppiner Kanal ist nicht ursprünglich, sondern wurde im 18. Jahrhundert angelegt.

## Schleusen
- Schleuse Alt Ruppin, Ruppiner Wasserstraße, in Altruppin, Neuruppin
- Schleuse Altfriesack, Ruppiner Wasserstraße, in Wustrau-Altfriesack, Fehrbellin
- Schleuse Hakenberg, Fehrbelliner Wasserstraße, in Hakenberg, Fehrbellin
- Kahnschleuse Gahlberg, in Strodehne, Havelaue